# Новоторзький повіт
Новоторзький повіт, іноді Новотарзький повіт або Новотарський повіт (пол. Powiat nowotarski) — один з 19 земських повітів Малопольського воєводства Польщі. Утворений 1 січня 1999 року в результаті адміністративної реформи. Адміністративний центр — м. Новий Торг (пол. Nowy Targ).

## Загальні дані
Повіт розташовується в південній частині воєводства. Адміністративний центр — місто Новий Торг. Станом на 1.01.2008 населення становить 183 069 осіб, площа 1474,99 км².

## Межі
Повіт з півдня межує Татшанським повітом і Словаччиною, на півночі — з Суським, Мисленицьким, Лімановським і Новосондецьким повітами.

## Адміністративний поділ
- міська ґміна: Новий Торг
- місько-сільські ґміни: Рабка-Здрій, Чорний Дунаєць, Щавниця
- сільські ґміни: Коростенко-над-Дунайцем, Ліпниця-Велька, Лапше-Нижнє, Новий Торг, Охотниця-Дольна, Раба-Вижна, Спитковіце, Чорштин, Шафляри, Яблонка

## Історія

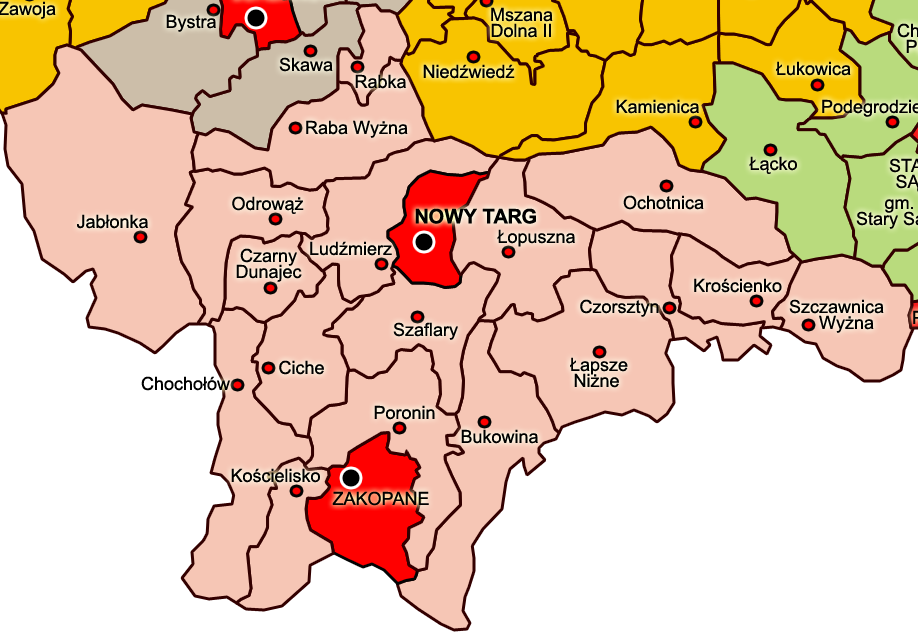
Новотарзький повіт 1938

Провісник пізнішого повіту Судовий повіт Новий Торг (адміністративно-судовий орган влади) був створений у складі коронного краю Королівства Галичини та Володимирії наприкінці 1850 р. Повітова судова виконавча влада підпорядковувалась утвореному того ж року апеляційному суду у Кракові (за підпорядкованістю до якого повіти вважались належними до Західної Галичини на противагу апеляційному суду у Львові як критерію належності до Східної Галичини).
Сам Новоторзький повіт як орган адміністративної влади після проголошення в 1854 р. був створений 29 вересня 1855 р. (паралельно до наявного судового повіту) у складі округу Сандек.
Після скасування окружних відомств наприкінці жовтня 1865 р. їх компетенція перейшла до повітових управлінь. За розпорядженням міністерства внутрішніх справ Австро-Угорщини 23 січня 1867 року під час адміністративної реформи місцевого самоврядування збільшені повіти, зокрема до попереднього Новоторзького повіту (з 50 самоврядних громад-гмін) приєднана частина повіту Кросцєнко (з 13 гмін). У повіті існували три окремі судові округи (повіти) — Новий Торг, Кросцєнко і Чорний Дунаєць. Практично в набутому в 1867 р. вигляді Новоторзький повіт існував 72 роки.
У 1880 р. населення повіту налічувало 70 241 мешканець. Повіт включав 76 населених пунктів, поділявся на 75 кадастральних гмін.
В 1900 році населення становило 78 995 осіб. Новосондецький повіт за переписом 1910 р. налічував 123 гміни (самоврядні громади) і 1 фільварок та займав площу 1306 км², населення становило 80 767 осіб.
Після утворення Другої Польської республіки повіт 23 грудня 1920 був включений до новоствореного Краківського воєводства.
1 серпня 1934 року виконано об'єднання ґмін (ця адміністративна одиниця до того часу обмежувалася селом чи містом із присілками і хуторами) у великі сільські ґміни (рівнозначні волості):
1. Рабка-Здрій,
2. Косьцєліско,
3. Буковіна,
4. Поронін,
5. Ціхе,
6. Хохолув,
7. Чорний Дунаєць,
8. Чорштин,
9. Яблонка,
10. Кросьценко,
11. Людзьмєж,
12. Лапше-Нижнє,
13. Лопушна,
14. Охотниця,
15. Одрованж,
16. Раба-Вижна,
17. Шафляри,
18. Щавниця Вижна.

На території повіту (ґміна Щавниця) розташовувалися чотири найзахідніші лемківські села — Біла Вода, Чорна Вода, Шляхтова і Явірки, в яких до 1945 року були церкви греко-католицьких парафій Мушинського деканату і з 2250 мешканців яких — 2155 українців, 80 поляків і 15 євреїв. З метою етноциду українців ПНР здійснила виселення більшості лемків у 1945 році в СРСР (оприлюднені поіменні списки виселених в СРСР налічують 1876 осіб).
У липні 1947 року під час операції «Вісла» польська армія виселила з 4 сіл Новоторзького повіту на приєднані до Польщі північно-західні терени 821 українця. У 1950 році додатково виселили осіб, забутих при проведенні операції «Вісла».

## Демографія
Демографічні дані повіту станом на 30.06.2005:
|       | Всього  | Всього | Жінки  | Жінки | Чоловіки | Чоловіки |
| ----- | ------- | ------ | ------ | ----- | -------- | -------- |
|       | осіб    | %      | осіб   | %     | осіб     | %        |
| Повіт | 180 987 | 100    | 92 402 | 51,1  | 88 585   | 48,9     |
| Міста | 53 746  | 100    | 28 237 | 52,5  | 25 509   | 47,5     |
| Села  | 127 241 | 100    | 64 165 | 50,4  | 63 076   | 49,6     |